# Another Note: Il serial killer di Los Angeles
Another Note: Il serial killer di Los Angeles (アナザーノート ロサンゼルスBB連続殺人事件?, Anazā nōto - Rosanzerusu bī bī renzoku satsujin jiken, lett. "Un altro quaderno - Il caso degli omicidi seriali di BB di Los Angeles") è una light novel di genere thriller scritta da Nisio Isin e ispirata al manga Death Note di Tsugumi Ōba e Takeshi Obata. Venne pubblicata in Giappone dalla casa editrice Shūeisha il 1º agosto 2006.
L'opera è stata pubblicata anche in Nord America in una versione tradotta in inglese da Andrew Cunningham, intitolata Death Note Another Note: The Los Angeles BB Murder Cases e pubblicata da Viz Media il 19 febbraio 2008. Un'edizione in italiano è stata pubblicata da Panini Comics il 23 luglio 2009 e ristampata il 16 settembre 2010.

## Trama
Elle, il più abile detective del mondo, assolda l'agente dell'FBI Naomi Misora, in congedo temporaneo, per risolvere un caso di omicidi seriali denominato "il caso del serial killer BB di Los Angeles".
All'inizio del romanzo le vittime ammontavano a due. Entrambe sono state ritrovate nei loro appartamenti, nei quali stava un messaggio da decifrare che il colpevole lasciava deliberatamente sulla scena del crimine affinché la polizia potesse risalire alla sua prossima vittima, assieme ad un numero decrescente di wara ningyo: quattro nell'appartamento della prima vittima, Believe Bridesmaid, tre nell'appartamento della seconda, Quarter Queen, e più avanti nel romanzo saranno due nell'appartamento della terza vittima, Backyard Bottomslash. L'ultimo elemento che accomunava i tre omicidi era come l'assassino lasciava le camere in cui giacevano le sue vittime assieme ai messaggi in codice: totalmente esenti da impronte digitali (anche da quelle delle vittime) e tutti chiusi dall'interno. Da questi due fattori, i media all'inizio del romanzo chiamano questa sequenza di delitti "gli omicidi delle wara ningyo" o "i delitti seriali a camera chiusa di Los Angeles".
Elle contatta in segreto Misora incaricandola di investigare in privato, disarmata e senza distintivo, iniziando col cercare nelle camere delle vittime eventuali indizi che alla polizia avrebbero potuto essere sfuggiti. Mentre Misora esamina l'appartamento di Believe Bridesmaid, dopo che era avvenuto il terzo omicidio, un ragazzo spunta improvvisamente da sotto il materasso del letto della vittima, dicendo di chiamarsi Rue Ryuzaki e di essere un investigatore privato assoldato dai familiari delle vittime dei tre omicidi. Misora, spalleggiata da Ryuzaki continua ad indagare sui casi delle wara ningyo tenendo Elle costantemente aggiornato sui risultati delle indagini. Assieme, Elle, Misora e Ryuzaki riescono a decifrare tutti i messaggi e ad individuare l'assassino, che Elle chiama B, ed a preparare un piano per la sua cattura.
Alla fine del romanzo si scopre che Ryuzaki in realtà era B, il cui vero nome è Beyond Birthday, un ragazzo che, come Elle, era cresciuto nell'orfanotrofio di Watari, la Wammy's House, dove era stato allevato con altri bambini prodigio per diventare un suo successore. Diventato pazzo a causa dell'enorme stress mentale a cui era sottoposto, fuggì dalla Wammy's House e fece perdere le sue tracce. Nel tempo che trascorse dalla sua scomparsa meditò un modo per superare in astuzia Elle, sogno di ogni bambino della Wammy's House, per alcuni diventato ossessione, creando un caso di omicidi che neanche lui sarebbe stato in grado di risolvere in modo che "la copia superasse l'originale".
Ryuzaki viene trovato da Misora avvolto dalle fiamme, in fin di vita, nell'appartamento in cui stava tendendo un'imboscata a B, con una wara ningyo appesa al muro. Viene quindi arrestato, curato e processato e morirà qualche anno dopo per un misterioso attacco cardiaco, mentre scontava l'ergastolo in un carcere della California.

## Personaggi
- Naomi Misora (南空ナオミ?), agente dell'FBI in congedo temporaneo.
- Beyond Birthday (バースデイ ビヨンド?, Bāsudei Biyondo), alias B o BB, finge di essere un detective privato e aiuta Misora a risolvere le indagini. Assassino e quarta vittima di sé stesso. Venne cresciuto nell'orfanotrofio di Watari, la Wammy's House dove gli venne assegnata la lettera B. Venne istruito e cresciuto allo scopo di diventare uno dei possibili successori di Elle. Tuttavia, a causa della pressione psicologica creata da questo genere di studio e dalla costante ossessione di voler eguagliare Elle, Beyond Birthday impazzì e scappò dalla Wammy's House, facendo perdere le sue tracce. Nel romanzo viene descritto come un ragazzo dai capelli neri e gli occhi rossi, giovane e alto, dalla schiena ricurva e gli occhi da panda. Beyond Birthday possiede dalla nascita gli occhi dello shinigami, che gli permettono di vedere il nome e la data di morte di ogni persona semplicemente guardandola in faccia, dote che nel romanzo gli permetterà di selezionare con facilità le sue vittime[11]. È inoltre dotato di grandi abilità matematiche-logiche e deduttive, che nel romanzo gli permetteranno di pensare ad una serie di omicidi che solo Elle sarebbe stato in grado di risolvere, e di gestire con facilità le azioni di Naomi Misora.
- Elle (エル?), l'investigatore più intelligente del mondo che assolda Misora come aiutante nelle indagini.
- Mihael Keehl (ミハエル・ケール?) interpreta la parte del narratore.
- Believe Bridesmaid (ビリーヴ・ブライズメイド?) era un giornalista freelance di 44 anni che viveva da solo nella sua villetta ad Hollywood. Amava rilassarsi leggendo libri e manga nella sua camera da letto, dove venne trovato morto il 31 luglio 2002. Venne stordito con farmaci e poi soffocato con un laccio[12]. Il corpo, dopo la morte, venne dilaniato dall'assassino, che sul torace tracciò dei segni con un coltello.
- Quarter Queen (クオーター・クイーン?) era una ragazzina di 13 anni che viveva con la madre in un monolocale per studenti universitari. Venne stordita e poi uccisa sfondandole la fronte con un oggetto contundente di forma cilindrica[13]. Venne uccisa mentre la madre era in viaggio[14][15] e ritrovata da una studentessa loro vicina di casa[16]. Il corpo era prono, disteso a terra. Il cranio sfondato e gli occhi fuori dalle orbite maciullati.
- Backyard Bottomslash (バックヤード・ボトムスラッシュ?), era un'impiegata di banca di 28 anni che viveva con un amico. Venne ritrovata nella sua casa con una gamba ed un braccio amputati: la gamba destra nella vasca da bagno ed il braccio sinistro non è stato mai ritrovato.
- Blackberry Brown e Blues-harp Babysplit sono una donna e un uomo identificati come potenziali vittime. Vennero quindi trasferiti in un hotel di lusso a spese di Ryuzaki[17] ed i loro appartamenti vennero occupati rispettivamente da Ryuzaki e da Misora[18].
- Raye Pember (レイ・ペンバー?), fidanzato di Misora.

## Accoglienza
La light novel è stata complessivamente apprezzata dalla critica specializzata. Casey Brienza di Anime News Network l'ha valutata con una A-. Il critico ha apprezzato l'approccio innovativo ai personaggi già presentati nella serie principale (come le mosse di capoeira di Elle) e, nonostante alcune scelte eccentriche da parte dell'autore, lo descrive come "il miglior racconto spin-off di Weekly Shōnen Jump ad arrivare sugli scaffali americani fino ad ora".
A.E. Sparrow di IGN ha affermato che gli elementi che hanno reso interessanti i personaggi della serie originale sono mantenuti anche in questo spin-off e che "le interazioni tra Naomi ed Elle" riportano alla mente "le scene in cui Light ed Elle cercavano di superarsi a vicenda". Egli conclude dicendo che la storia offre un ulteriore livello di approfondimento su una serie già molto dettagliata e assegna al romanzo un punteggio di 9,5 su 10.

## Edizioni
- Nisio Isin, Death Note Another Note: Il serial killer di Los Angeles, 2ª ed., Panini Comics, 2010, ISBN 978-88-6346-860-1.